# Tatjana Nikolajewna Sawitschewa
Tatjana (Tanja) Nikolajewna Sawitschewa (russisch Татьяна Николаевна Савичева; * 23. Januar 1930 in Dworischtschi bei Gdow; † 1. Juli 1944 in Schatki, Oblast Gorki) war eine Schülerin in Leningrad, deren Aufzeichnungen – in der Literatur „Tagebuch“ genannt – aus der Zeit der Leningrader Blockade im Zweiten Weltkrieg überliefert sind: In einem Notizheft verzeichnete sie wie in einem Totenbuch die Sterbedaten ihrer Familienmitglieder.

## Leben
Tanja Sawitschewa war das jüngste Kind des Bäckers Nikolai Rodionowitsch Sawitschew und der Näherin Maria Ignatiewna Sawitschewa. Der Vater starb, als Tanja sechs Jahre alt war. Zurück blieb die Mutter mit den drei Töchtern Tanja, Schenja, Nina und den zwei Söhnen Michail und Ljoscha.
Die Familie hatte geplant, 1941 Leningrad zu verlassen, doch der deutsche Angriff auf die Sowjetunion vereitelte das. Außer Michail, der die Stadt bereits verlassen hatte, blieben alle im belagerten Leningrad und arbeiteten für die Armee. Die Mutter nähte Uniformen, Ljoscha arbeitete in der Fabrik der Admiralität, Schenja in der Munitionsfabrik und Nina bei der Errichtung von Verteidigungsanlagen. Tanja hob im Alter von elf Jahren Schützengräben aus und legte Minen.

Belagerungszustand im Leningrader Umland im Winter 1941 mit den Evakuierungslinien über den Ladogasee

Tanjas zwölfjährige Schwester Nina wurde direkt von der Arbeit über den Ladogasee evakuiert. Die Familie wusste nichts davon und hielt sie für tot. Tanja bekam Ninas Notizbuch, in das sie später ihre Aufzeichnungen schrieb. Tanjas früheres Tagebuch hatte in einem kalten Winter als Brennstoff dienen müssen.
Tanjas Schwester Schenja ging täglich sieben Kilometer zu Fuß zur Fabrik, wo sie in zwei Schichten Minenhüllen herstellte. Nach der Arbeit spendete sie Blut. Ihr Körper hielt der Belastung nicht stand und sie starb bei der Arbeit. Ihren Tod verzeichnete Tanja mit Datum 28. Dezember als ersten Eintrag in ihr Notizbuch.
Es folgte im Januar 1942 der Tod ihrer Großmutter Jewdokija Grigoriewna, im März starb ihr Bruder Ljoscha, im April ihr Onkel Wasja, im Mai Onkel Ljoscha und drei Tage später schließlich Tanjas Mutter.
Nach dem Verlust ihrer Familie beschrieben Nachbarn ihren Zustand wie folgt: „Als Tanja alle verloren hatte, war sie von Trauer zerrüttet. Sie klammerte sich an eine Topfpflanze, die nur noch aus wenigen welkenden Blättern bestand und eigentlich schon tot war. Es schien, als erinnerte sie Tanja an ihre Familie. Sie stand am Herd, wiegte die Pflanze eng an sich gedrückt hin und her in einer schrecklichen Trance, als wollte sie sie wieder zum Leben erwecken.“
Im August 1942 wurde sie als eines von 140 Kindern aus der Stadt nach Krasny Bor in der Oblast Gorki evakuiert. Eine Lehrerin des örtlichen Waisenhauses schrieb an Tanjas Bruder Michail: „Tanja lebt jetzt, aber sie sieht nicht gesund aus. Ein Arzt, der sie vor kurzem besuchte, sagt, sie sei sehr krank. Sie braucht Ruhe, spezielle Fürsorge, Ernährung, ein besseres Klima und vor allem zärtliche mütterliche Zuneigung.“
Im Mai 1944 wurde Tanja ins Schatkowski-Krankenhaus eingeliefert, wo sie am 1. Juli 1944 im Alter von 14 Jahren an Tuberkulose starb.
Nina und Michail kehrten nach dem Krieg nach Leningrad zurück.

## Inhalt des Tagebuchs

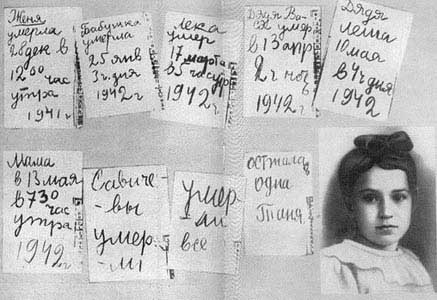
Die Seiten des von Tanja Sawitschewa geführten und im Museum in Petersburg ausgestellten Tagebuchs

- „Schenja starb am 28. Dezember um 12.00 vormittags 1941“

(28 декабря 1941 года. Женя умерла в 12 часов утра.)
- „Oma starb am 25. Januar, 3 Uhr nachmittags 1942“

(Бабушка умерла 25 января 1942-го, в 3 часа дня.)
- „Ljoscha starb am 17. März um 5 Uhr vormittags 1942“

(Лёша умер 17 марта в 5 часов утра.)
- „Onkel Wasja starb am 13. April um 2 Uhr nach Mitternacht 1942“

(Дядя Вася умер 13 апреля в 2 часа ночи.)
- „Onkel Ljoscha am 10. Mai um 4 Uhr nachmittags 1942“

(Дядя Лёша 10 мая в 4 часа дня.)
- „Mutter am 13. Mai um 7.30 vormittags 1942“

(Мама — 13 мая в 730 утра.)
- „Die Sawitschews sind tot.“

(Савичевы умерли.)
- „Alle sind tot.“

(Умерли все.)
- „Nur Tanja ist übriggeblieben.“

(Осталась одна Таня.)

## Nachwirkung und Gedenken
Tanjas Aufzeichnungen gehörten zu den Beweisen, die bei den Nürnberger Prozessen von der Anklage vorgelegt wurden.
Das Tagebuch ist im Stadtmuseum Sankt Petersburg  zu sehen; eine Kopie befindet sich im Piskarjowskoje-Gedenkfriedhof.
Der Asteroid (2127) Tanya wurde nach ihr benannt.
Musikalische Verarbeitung
Fredrik Vahle vertonte die Geschichte von Tanja Sawitschewa unter dem Titel Tanja, veröffentlicht 1983 auf dem Album Der Friedensmaler.